# Provincia de los Nueve Valles
La provincia de Nueve Valles de las Asturias de Santillana o simplemente provincia de los Nueves Valles fue una entidad jurisdiccional y administrativa constituida en 1581 por los valles de Alfoz de Lloredo, Cabezón, Cabuérniga, Camargo, Cayón, Penagos, Piélagos, Reocín y Villaescusa, en Cantabria (España).

## Historia
Fue constituida inmediatamente después de recuperada su condición de realengo, tras el largo pleito de los Nueve Valles, contra el duque del Infantado. Levantaron a su costa una casa de juntas en Bárcena de la Puente, actual Puente San Miguel, y en 1630 lograron que Felipe IV les concediera facultad de nombrar sus propios alcaldes ordinarios en los concejos abiertos, con exclusión de la jurisdicción del corregidor.
El ministro rey les confirmó las ordenanzas generales de la provincia en 1645. Por disensiones internas, tuvieron corregidor entre 1674 y 1678, período en que se construyó la cárcel de provincia junto a la ermita de San Miguel, y la casa de juntas.
Los Nueve Valles siguieron manteniendo celosamente sus libertades, e incluso ampliándolas, durante la centuria siguiente, mientras su Casa de Juntas se convertía en la sede a que se convocaban los diputados de otras muchas jurisdicciones de la región, cada vez que surgía un problema común.
Precisamente de una de estas convocatorias surgió la decisión que lograría, al fin, la constitución de la provincia de Cantabria el 28 de julio de 1778, fecha que actualmente se conmemora en el Día de las Instituciones de Cantabria.